# Mina Sundwall
Mina Sundwall (ur. 23 października 2001 w Nowym Jorku) – amerykańska aktorka filmowa i telewizyjna. 

## Wybrana filmografia
- 2014: Dobre małżeństwo (A Good Marriage) jako młoda Petra
- 2014: Prawo i porządek: sekcja specjalna (Law & Order: Special Victims Unit[1]) jako Mia Harris (1 odcinek serialu)
- 2015: Plan Maggie (Maggie's Plan[1]) jako Justine
- 2015: Tytuł do praw (Freeheld[1]) jako Maya Kelder
- 2015: #Horror[1] jako Francesca
- 2018-2021: Zagubieni w kosmosie (Lost in Space) jako Penny Robinson (serial)[1]
- od 2020: DC’s Legends of Tomorrow jako Lita (6 odcinków serialu)